# كريستيان غريغور
كريستيان غريغور (بالألمانية: Christian Gregor)‏ هو ملحن ألماني، ولد في 1723 في Przerzeczyn-Zdrój ‏ في بولندا، وتوفي في 6 نوفمبر 1801 في Berthelsdorf ‏ في ألمانيا.

## وصلات خارجية
- كريستيان غريغور على موقع ميوزك برينز (الإنجليزية)
- كريستيان غريغور على موقع ديسكوغز (الإنجليزية)